# Věřňovice
Věřňovice (deutsch Willmersdorf, polnisch Wierzniowice) ist eine Ortschaft in der Gemeinde Dolní Lutyně in der Region Moravskoslezský kraj in Tschechien. Sie liegt nördlich von Dolní Lutyně und drei Kilometer nordöstlich des Stadtzentrums von Bohumín an der tschechisch-polnischen Staatsgrenze und gehört zum Okres Karviná.

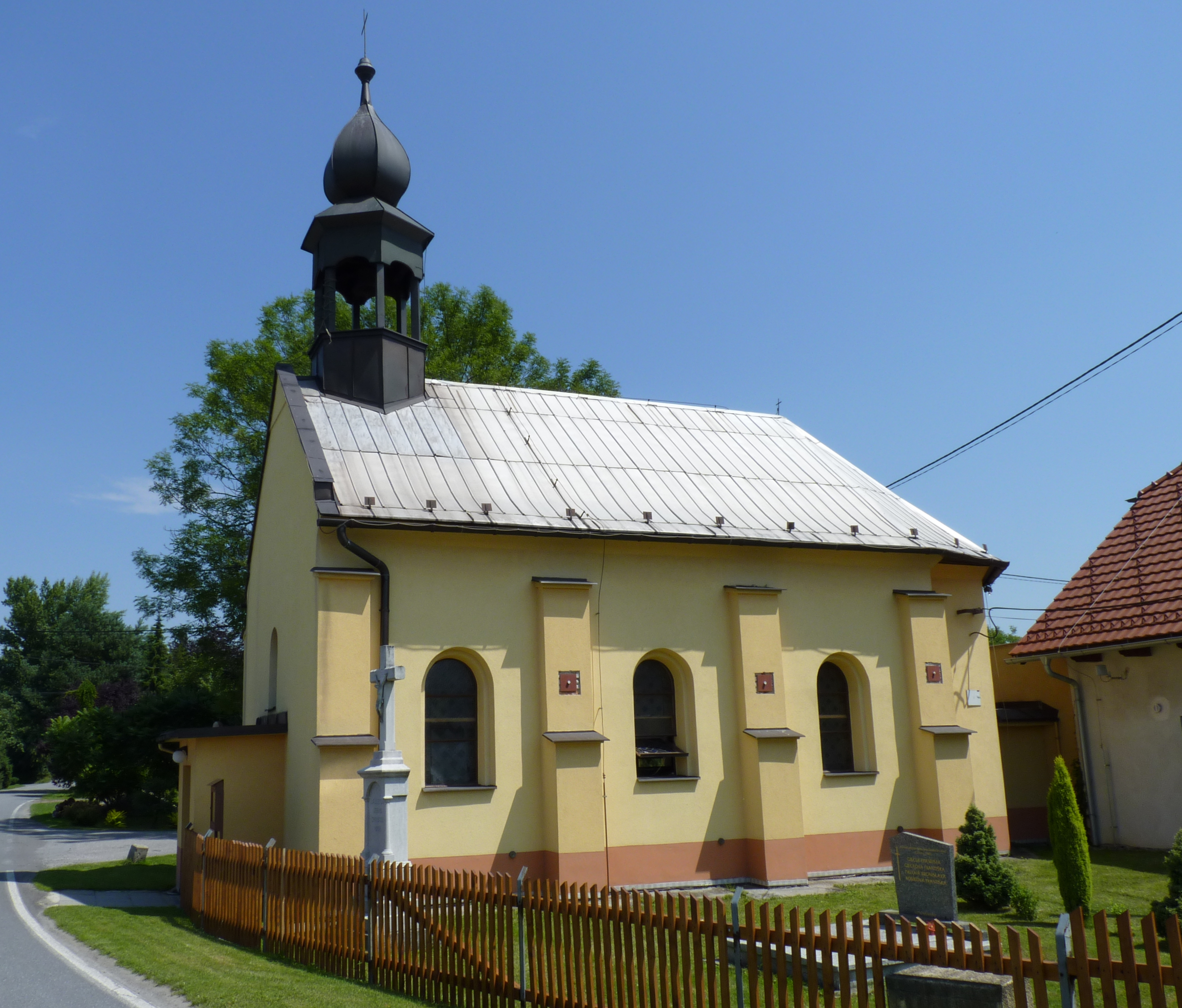
Kapelle

## Geographie
Věřňovice befindet sich im Ostrauer Becken am linken Ufer der Olsa, ein kleinerer Teil des Dorfs liegt am rechten Ufer, wo sich die staatliche Grenze vom Fluss vorläufig löst. Im Nordwesten führt die Dálnice 1.

## Geschichte
Im Liber fundationis episcopatus Vratislaviensis (Zehntregister des Bistums Breslau) wurde item in Wernheri villa debent esse decem mansi im Abteil Iste sunt ville circa Zary et Wladislaviam, also ein zehnhufiges Dorf im Herzogtum Ratibor (Gebiet von Żory und Wodzisław Śląski) erwähnt. 1362 kaufte Drżek von Wernersdorf die Hälfte von Dytmarsdorf vom Teschener Herzog. 1430 wurde es als das dorf und gut Wernersdorf in unserm Teschnischen weichbilde gelegen, also schon im Herzogtum Teschen, erwähnt. Der slawische, patronymische (Suffix -(ow)ice) Ortsname aus dem deutschen Personennamen Werner < Werinher (polonisiert als Wierznierz) tauchte erst im Jahr 1447 als Wiernyerzowicze auf und dominierte im Rest des 15. Jahrhunderts (Wiernerzowicze, 1450; Wiernyerzowicze, 1481), aber die deutsche Form wurde noch häufiger in der Neuzeit erwähnt: Werniersdorf (1573), Welmersdorf (1687), Wilmersdorf P[olnisch] Wierzmowitz (1736), Wilmersdorf, pohlnisch Wierzmowitz oder Wilmirzowicze (1804). Die polnische Form Wilmierzowice aus dem 19. Jahrhundert war eine künstliche Namensbildung (nicht in der örtlichen polnisch-schlesischen Mundart benutzt) aus dem deutschen Wilmersdorf abgeleitet, die Änderung von Wier(z)nierzowice auf Wierzniowice kam durch Haplologie.
Nach Walter Kuhn, einem eifrigen Forscher des Deutschtums im Teschener Schlesien, soll es ein Teil der Freistädter deutschen Sprachinsel im Mittelalter gewesen sein, die acht Dörfer umfasste, weil noch im Jahr 1571 20 % der Bewohner deutsch waren.
Seit 1327 bestand das Herzogtum Teschen als Lehensherrschaft des Königreichs Böhmen, seit 1526 gehörte es zur Habsburgermonarchie. Im Jahre 1573 entstand die Freie Standesherrschaft von Freistadt, der das Dorf unterstand, aber wurde später mit der freien Minderstandesherrschaft von Deutsch-Leuten ausgegliedert. Ab 1792 im Besitz der Familie Larisch von Karwin. In der Beschreibung Teschener Schlesiens von Reginald Kneifl im Jahr 1804 (meistens Stand aus dem Jahr 1799) war Wilmersdorf, polnisch: Wierzmowitz oder Wilmirzowicze, ein Dorf im Teschner Kreis mit 49 Häusern und 248 schlesisch-polnischen Einwohnern, die der Pfarrei von Deutsch-Leuten gehörten.
Nach der Aufhebung der Patrimonialherrschaften bildete Wilmersdorf ab 1850 eine Gemeinde in Österreichisch-Schlesien, Bezirk Teschen und ab 1868 im Bezirk Freistadt. Derweil nahm die ethnographische Gruppe der schlesischen Lachen (Untergruppe der Schlesier) deutliche Gestalt an, wohnhaft in Wilmersdorf, traditionell Teschener Mundarten sprechend.
1918, nach dem Zusammenbruch der k.u.k. Monarchie, wurde das Gebiet von Teschen strittig. Am 5. November laut dem Vergleich zwischen polnischen und tschechischen Nationalräten wurde Wierzniowice ein Teil Polens. Die tschechoslowakische Regierung erkannte den Vergleich nicht an. Nach dem Polnisch-Tschechoslowakischen Grenzkrieg, einer nicht verwirklichten Volksabstimmung, sowie der Entscheidung des Botschafterrats der Siegermächte am 28. Juli 1920 wurde der Ort unter dem Namen Věřňovice ein Teil der Tschechoslowakei und des Bezirks Karviná.
1938 wurde als Wierzniowice an Polen angeschlossen und kam im Jahre darauf nach der Besetzung Polens zum Deutschen Reich (Landkreis Teschen).

### Einwohnerentwicklung
| Jahr      | 1869 | 1880 | 1890 | 1900 | 1910 | 1921 | 1930 | 1950 | 1961 | 1970 | 1980 | 1991 | 2001 |
| --------- | ---- | ---- | ---- | ---- | ---- | ---- | ---- | ---- | ---- | ---- | ---- | ---- | ---- |
| Einwohner | 369  | 398  | 433  | 523  | 628  | 689  | 831  | 743  | 810  | 821  | 780  | 725  | 709  |

1. ↑  Darunter: 310 (97,5 %) polnischsprachig, 8 (2,5 %) deutschsprachig;
2. ↑  Darunter: 359 (100 %) polnischsprachig;
3. ↑  Darunter: 509 (99,2 %) polnischsprachig, 3 (0,6 %) deutschsprachig, 1 (0,2 %) tschechischsprachig;
4. ↑  Darunter: 626 (99,8 %) polnischsprachig, 1 (0,2 %) tschechischsprachig; 618 (98,5 %) römisch-katholisch, 1 (0,1 %) evangelisch, 9 (1,4 %) israelitisch;